# فرانك بوكانان (سياسي)
فرانك بوكانان (بالإنجليزية: Frank Buchanan)‏ هو سياسي أمريكي، ولد في 1 ديسمبر 1902 في ماكيسبورت في الولايات المتحدة، وتوفي في 27 أبريل 1951 في بيثيسدا في الولايات المتحدة. حزبياً، نشط في الحزب الديمقراطي. وقد انتخب عمدة (1942 – 1946) وانتخب عضو مجلس النواب الأمريكي (21 مايو 1946 – 27 أبريل 1951).